# Лу (вітер)

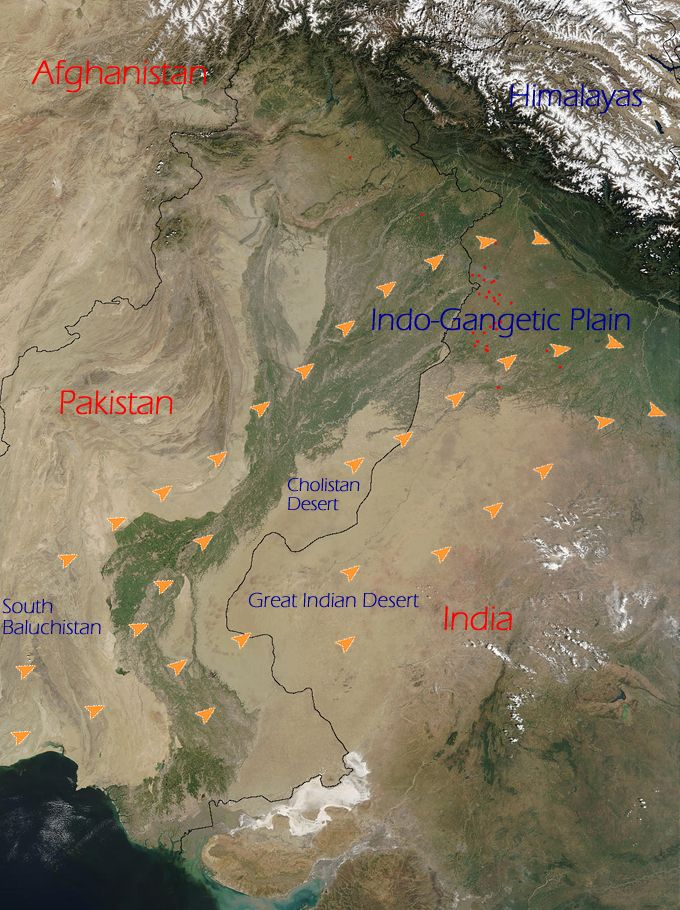
Напрямок Лу

Лу (англ. Loo, гінді लू, урду لو, пенджаб. ਲੂ) — сильний, гарячий і сухий літній вітер, що дує з південного заходу уздовж західної частини Індо-Гангської рівнини в Північній Індії та Пакистані, зазвичай в другій половині дня. Цей вітер найсильніший в травні та червні. Через високу температуру (45 °C-50 °C) він може викликати тепловий удар та стати смертельним для людини.